# Alex Sandro
Alex Sandro, właśc. Alex Sandro Lobo Silva (ur. 26 stycznia 1991 w Catanduvie) – brazylijski piłkarz występujący na pozycji lewego obrońcy, były reprezentant Brazylii.

## Kariera klubowa
Alex Sandro jest wychowankiem szkółki piłkarskiej Athletico Paranaense, z której trafił do pierwszego zespołu w 2008. W Athletico Paranaense 18 października 2008 w przegranym 1-2 meczu z SC Internacional Alex Sandro zadebiutował w lidze brazylijskiej. Rok 2009 Alex Sandro rozpoczął od zdobycia pierwszego trofeum w swojej karierze – mistrzostwa stanu Paraná – Campeonato Paranaense. W rozgrywkach stanowych Alex Sandro rozegrał 8 spotkań. 25 stycznia 2009 w meczu z Rio Branco Paranaguá Alex Sandro strzelił swoją pierwszą bramkę w dorosłej karierze.
W lidze brazylijskiej pierwszą bramkę zdobył 18 października 2009 w wygranym 3-0 meczu z EC Santo André. W pierwszym swoim pełnym sezonie w lidze Alex Sandro wystąpił w 16 meczach, w których strzelił bramkę. Dobra gra zaowocowała transferem do Santosu FC.
Z Santosem w 2010 Alex Sandro zdobył Copa do Brasil (w finale z Gremio Alex Sandro był rezerwowym) i mistrzostwo stanu São Paulo – Campeonato Paulista. W lidze brazylijskiej Alex Sandro był podstawowym zawodnikiem, czego dowodem 24 rozegrane spotkania, w których zdobył bramkę.
Rok 2011 rozpoczął od zdobycia drugiego swojego mistrzostwa stanu (wystąpił w obu meczach finałowych z Corinthians Paulista). Kilka tygodni później Alex Sandro osiągnął największy sukces w swojej dotychczasowej karierze w postaci zdobycia Copa Libertadores. Alex Sandro wystąpił w obu meczach finałowych z urugwajskim CA Peñarol.
23 lipca 2011 Alex Sandro został zawodnikiem FC Porto. Suma transferu wyniosła 9,6 mln €.
20 sierpnia 2015 Sandro podpisał kontrakt z Juventusem. Kwota transferu z FC Porto wyniosła ok. 30 mln €.
| Sezon   | Klub                 | Kraj       | Rozgrywki                     | Mecze | Bramki |
| ------- | -------------------- | ---------- | ----------------------------- | ----- | ------ |
| 2008    | Athletico Paranaense | Brazylia   | Campeonato Brasileiro Série A | 1     | 0      |
| 2009    | Athletico Paranaense | Brazylia   | Campeonato Brasileiro Série A | 16    | 1      |
| 2010    | Santos FC            | Brazylia   | Campeonato Brasileiro Série A | 24    | 1      |
| 2011    | Santos FC            | Brazylia   | Campeonato Brasileiro Série A | 6     | 0      |
| 2011/12 | FC Porto             | Portugalia | Primeira Liga                 | 7     | 1      |
| 2012/13 | FC Porto             | Portugalia | Primeira Liga                 | 25    | 1      |
| 2013/14 | FC Porto             | Portugalia | Primeira Liga                 | 26    | 0      |
| 2014/15 | FC Porto             | Portugalia | Primeira Liga                 | 28    | 1      |
| 2015/16 | Juventus F.C         | Włochy     | Serie A                       | 22    | 2      |
| 2016/17 | Juventus F.C         | Włochy     | Serie A                       | 27    | 3      |
| 2017/18 | Juventus F.C         | Włochy     | Serie A                       | 26    | 4      |
| 2018/19 | Juventus F.C         | Włochy     | Serie A                       | 18    | 0      |

## Kariera reprezentacyjna
Alex Sandro w reprezentacji Brazylii zadebiutował 10 listopada 2011 w wygranym 2-0 towarzyskim meczu z reprezentacją Gabonu.
| Mecze i gole w reprezentacji | Mecze i gole w reprezentacji | Mecze i gole w reprezentacji | Mecze i gole w reprezentacji | Mecze i gole w reprezentacji | Mecze i gole w reprezentacji | Mecze i gole w reprezentacji |
| #                            | Data                         | Miasto                       | Przeciwnik                   | Gol                          | Wynik                        | Rozgrywki                    |
| ---------------------------- | ---------------------------- | ---------------------------- | ---------------------------- | ---------------------------- | ---------------------------- | ---------------------------- |
| 1.                           | 10.11.2011                   | Libreville                   | Gabon                        | -                            | 2:0                          | towarzyski                   |
| 2.                           | 14.11.2011                   | Doha                         | Egipt                        | -                            | 2:0                          | towarzyski                   |
| 3.                           | 26.05.2012                   | Hamburg                      | Dania                        | -                            | 3:1                          | towarzyski                   |
| 4.                           | 31.05.2012                   | Nowy Jork                    | Stany Zjednoczone            | -                            | 4:1                          | towarzyski                   |
| 5.                           | 15.08.2012                   | Sztokholm                    | Szwecja                      | -                            | 3:0                          | towarzyski                   |
| 6.                           | 07.09..2012                  | São Paulo                    | Południowa Afryka            | -                            | 1:0                          | towarzyski                   |
| 7.                           | 13.06.2017                   | Melbourne                    | Australia                    | -                            | 4:0                          | towarzyski                   |
| 8.                           | 05.10.2017                   | La Paz                       | Boliwia                      | -                            | 0:0                          | el. MŚ 2018                  |
| 9.                           | 11.10.2017                   | São Paulo                    | Chile                        | -                            | 3:0                          | el. MŚ 2018                  |
| 10.                          | 10.11.2017                   | Villeneuve-d’Ascq            | Japonia                      | -                            | 3:1                          | towarzyski                   |

W marcu 2011 Alex Sandro wraz z reprezentacją Brazylii U-20 wywalczył mistrzostwo Ameryki Południowej. Na turnieju w Peru Alex Sandro wystąpił w 9 spotkaniach. W sierpniu Alex Sandro wraz kadrą U-20 zdobył mistrzostwa świata. Na turnieju w Kolumbii Alex wystąpił tylko w meczu grupowym z Austrią.

## Osiągnięcia

### Santos
- Copa Libertadores: 2011
- Puchar Brazylii: 2010

### FC Porto
- Primeira Liga: 2011/2012, 2012/2013
- Superpuchar Portugalii: 2014

### Juventus
- Serie A: 2015/2016, 2016/2017, 2017/2018, 2018/2019, 2019/2020
- Puchar Włoch: 2015/2016, 2016/2017, 2017/2018, 2020/2021, 2023/2024
- Superpuchar Włoch: 2018, 2020

### Flamengo
- Puchar Brazylii: 2024

### Reprezentacyjne
- Copa América: 2019